# Geomagnetska oluja
Geomagnetska oluja je privremeno ometanje Zemljine magnetosfere, koje uzrokuju Sunčeve aktivnosti, a to su obično udarni val i oblak magnetskog polja Sunčevog vjetra, zajedno sa Sunčevim bakljama i koronalnim izbacivanjem mase, koji zajedno napadaju Zemljino magnetsko polje 3 dana nakon Sunčevih aktivnosti. Pritisak Sunčevog vjetra na magnetosferu i magnetsko polje Sunčevog vjetra će se povećavati ili smanjivati, ovisno o Sunčevim aktivnostima. Promjene pritiska Sunčevog vjetra mijenjaju električnu struju u ionosferi, a magnetsko polje Sunčevog vjetra će međusobno djelovati sa Zemljinim magnetskim poljem. Geomagnetske oluje obično traju dan ili dva, ali mogu trajati i danima.
Geomagnetska oluja su izrazite neperiodičke promjene elemenata Zemljina magnetskoga polja uzrokovane promjenama intenziteta Sunčeva vjetra. Najveći otkloni intenziteta Zemljina magnetskoga polja u odnosu na razinu neporemećenoga dana iznose oko 5 000 nT, a prosječni 100 do 500 nT. Geomagnetske oluje javljaju se na cijeloj Zemlji, a mogu trajati nekoliko dana. One uzrokuju povećanje elektromagnetskoga zračenja atmosfere i otklon kompasa u polarnim područjima, smetnje u kratkovalnim komunikacijama, povećanje korozije podzemnih cijevi, kvarove električnih vodova, anomalije u radu komunikacijskih satelita i drugo. Za vrijeme geomagnetskih oluja česte su pojave polarne svjetlosti. Čestina geomagnetskih oluja u uzročnoj je vezi s približno 11-godišnjim periodom promjena Sunčeve aktivnosti, što se nastoji primijeniti za prognozu geomagnetskih olujâ.

## Povijesne činjenice
Od 28. kolovoza do 2. rujna 1859., mogle su se primijetiti brojne Sunčeve pjege i Sunčeve baklje, a najaktivnije su bile 1. rujna. Ogromno koronalno izbacivanje masa je udarilo direktno Zemlju, izazvano Sunčevim bakljama, 18 sati nakon pojave. 2. rujna 1859. snimljena je najjača geomagnetska oluja, koja je imala vrijednost 1 600 nT. U telegrafskim žicama se uočila inducirana električna struja (elektromotorna sila), koja je uzrokovala električni udar na nekoliko telegrafskih operatora i nastalo je par požara. Polarna svjetlost se vidjela čak na Havajima, Meksiku, Kubi i Italiji.
13. ožujka 1989., geomagnetska oluja je uzrokovala izbacivanje električne mreže u Quebecu, 6 miljuna ljudi je ostalo bez električne struje i to 9 sati. Polarna svjetlost se vidjela i u Teksasu. Geomagnetska oluja je nastala zbog koronalnog izbacivanja masa, koje je primijećeno 9. ožujka 1989.
Jezgre leda su pokazale da se jake geomagnetske oluje pojavljuju u prosjeku svakih 500 godina. Osim jake geomagnetske oluje 1859., nešto slabije su bile 1921. i 1960. godine.
Od 1989., velike korporacije u Sjevernoj Americi, Velikoj Britaniji, sjevernoj Europi i drugdje, su utvrdile rizik pojave geomagnetski induciranih struja i razvile procedure ublažavanja tih pojava.

## Medudjelovanje s planetarnim procesima
Sunčev vjetar nosi sa sobom i magnetsko polje sa Sunca, što izaziva sužavanje ili širenje magnetosfere. Na noćnoj strani dolazi do ponovnog povezivanja magnetskog polja u repu magnetosfere, što može dovesti do ubacivanja električki nabijenih čestica u magnetosferu.
Za vrijeme geomagnetskih oluja, sloj F2 u ionosferi postaje nestabilan, smanjuje se, a može i nestati. Na polovima nastaju polarne svjetlosti.

## Utjecaji geomagnetskih oluja

### Opasnost radijacije na ljude
Vrlo jake Sunčeve baklje oslobađaju visoko energetske čestice, koje mogu uzrokovati trovanje radijacijom na ljude, slično kao kod nuklearnih eksplozija. Zemljina atmosfera i magnetosfera pružaju dobru zaštitu na površini Zemlje, ali astronauti u svemirskim letjelicama su izloženi povećanim količinama radijacije. Prolaz visokoenergetskih čestica u ljudske stanice, izaziva ostećenje kromosoma, rak i ostale smetnje. Velike količine mogu biti i smrtonosne.
Sunčevi protoni s energijom većom od 30 MeV su posebno opasni. Astronauti na stanici Mir su izloženi dnevnim količinama radijacije, koje su dva puta veće nego na tlu za godinu dana. Sunčevi protoni stvaraju povećanu radijaciju i za posadu aviona koji lete na velikim visinama, pa iako je taj rizik mali, treba biti pažljiv za vrijeme geomagnetskih oluja.

### Biologija
Iako se utjecaj geomagnetskih oluja tek počeo proučavati na ljude, do sada je primjećen utjecaj na golubove pismonoše, koji imaju biološke kompase, u obliku minerala magnetita, koji je smješten u snopu živčanih stanica. Primjećeno je da golubovi pismonoše imaju problema s navigacijom za vrijeme geomagnetskih oluja i da ne mogu pronaći željeni cilj.

### Komunikacije
TV i komercijalne radio stanice nemaju velikih smetnji za vrijeme geomagnetskih oluja, jedino radioamateri i prijenos signala na kratkovalnim radio valovima (ispod 30 MHz). Neki vojni sistemi detekcije i ranog uzbunjivanja imaju problema s geomagnetskim olujama, posebno na podmornicama. Dugi podvodni kabeli, ako su od staklenih vlakana, nemaju problema s geomagnetskim olujama. Najveći problem s komunikacijama mogu nastati ako dođe do oštećenja komunikacijskih satelita.

### Navigacijski sistemi
Sistemi kao GPS (Global Positioning System) ili LORAN, mogu biti ometani za vrijeme geomagnetskih oluja, a time avioni i brodovi, koji koriste te signale. Greške u navigaciji za vrijeme geomagnetskih oluja mogu biti i nekoliko kilometara.

### Sateliti
Geomagnetske oluje povećavaju ultraljubičasto zračenje na Zemljinu atmosferu, čime se povećava ionosfera i do 1000 km iznad Zemljine površine. To dovodi i do zagrijavanja ionosfere, te povećanja gustoće, što stvara pojačano povlačenje satelita s nizim putanjama prema Zemlji. Primjer je satelit Skylab koji se 1979. prerano spustio na Zemlju, zbog pojačanih Sunčevih aktivnosti.  Za vrijeme jake geomagnetske oluje 1989., 4 satelita su bila u kvaru na tjedan dana.

### Električne mreže i dalekovodi
Za vrijeme geomagnetskih oluja u vodičima se stvara geomagnetska inducirana struja. Najviše problema imaju vrlo dugi dalekovodi u Kini, Sjevernoj Americi i Australiji, dok Europski dalekovi su puno kraći. Osim toga, ona se javlja i kod električnih generatora i transformatora, koji mogu biti dodatno zagrijani i sigurnosne sklopke ih mogu izbaciti iz rada. Postoje zaštitne mjere kao ukopavanje prijenosnih linija u zemlju, postavljanje gromobrana na dalekovode, smanjenje napona na transformatoru, korištenje kabela kraćih od 10 km.
13. ožujka 1989., geomagnetska oluja je uzrokovala izbacivanje električne mreže u Quebecu, 6 milijuna ljudi je ostalo bez električne struje i to 9 sati. Polarna svjetlost se vidjela i u Teksasu. Geomagnetska oluja je nastala zbog koronalnog izbacivanja masa, koje je primjećeno 9. ožujka 1989.

### Cjevovodi
Za vrijeme geomagnetskih oluja u cjevovodima se stvara geomagnetski inducirana struja, što dovodi do pojačane korozije. Zaštitna mjera je dodavanje katodne zaštite.

## Vanjske poveznice
- The warp and woof of a geomagnetic storm  Arhivirana inačica izvorne stranice od 16. prosinca 2006. (Wayback Machine) — NASA's Space science|Space Science News.
- NOAA Space Weather Scales — NOAA.
- NOAA Space Weather Alerts — NOAA.
- NASA — Carrington Super Flare  Arhivirana inačica izvorne stranice od 1. kolovoza 2009. (Wayback Machine) NASA May 6, 2008